# Павилостский край
Па́вилостский край (латыш. Pāvilostas novads) — бывшая административно-территориальная единица на западе Латвии, в историко-культурной области Курземе. Край состоял из двух волостей и города Павилоста, который являлся административным центром края.
Павилостский край был образован 1 июля 2009 года из части расформированного Лиепайского района.
Площадь края составляла 515 км². Павилостский край граничил с Гробинским, Дурбским, Айзпутским, Кулдигским, Алсунгским, Вентспилсским краями Латвии.
В 2021 году, в результате административно-территориальной реформы, Павилостский край был упразднён, а его волости и город Павилоста переданы в состав Южно-Курземского края.

## Население
На 1 января 2010 года население края составляло 3233 человека.
Национальный состав населения края по итогам переписи населения Латвии 2011 года:
| Национальность | Численность, чел. (2011) | %        |
| -------------- | ------------------------ | -------- |
| Латыши         | 2609                     | 91,54 %  |
| Русские        | 95                       | 3,33 %   |
| Белорусы       | 11                       | 0,39 %   |
| Украинцы       | 33                       | 1,16 %   |
| Поляки         | 6                        | 0,21 %   |
| Литовцы        | 79                       | 2,77 %   |
| Другие         | 17                       | 0,60 %   |
| всего          | 2850                     | 100,00 % |

## Территориальное деление
- город Павилоста (латыш. Pāvilosta);
- Вергальская волость (латыш. Vērgales pagasts), центр — Вергале;
- Сакская волость (латыш. Sakas pagasts), центр — Сака.